# Białoruska Partia Socjalistów-Rewolucjonistów
Białoruska Partia Socjalistów-Rewolucjonistów zwana eserami (biał. Беларуская партыя сацыялістаў-рэвалюцыянераў, эcэры; Biełaruskaja partyja sacyjalistau-rewalucyjanierau, esery, БПСР-BPSR) – partia powstała w 1918 roku w wyniku rozpadu Hramady, o programie socjalno-rewolucyjnym zbliżonym do rosyjskich eserów.
Została założona w 1918 roku w wyniku rozłamu w Hramadzie spowodowanego konfliktem ideowym wewnątrz partii. BSPR opowiadała się za rewolucyjnymi przemianami na Białorusi (m.in. podziałem ziemi obszarniczej, likwidacją wyzysku robotników poprzez upaństwowienie prywatnych przedsiębiorstw) połączonymi ze stworzeniem niezależnej państwowości białoruskiej. Temu ostatniemu celowi nie dawali jednak priorytetu, traktując wyzwolenie społeczne jako sprawę niemniej ważną od narodowego. Część członków BSPR opowiadała się wprost za współpracą z RKP(b) i KP(b)B.
Po podpisaniu traktatu ryskiego w 1921 roku partia uległa rozwiązaniu we wschodniej Białorusi (na zjeździe w czerwcu 1924 roku w Mińsku), z kolei na ziemiach należących do RP działała nielegalnie do 1922 roku, po czym część jej członków zjednoczyła się z KPZB.
W 1937 roku większość przywódców partii została skazana w wyniku procesów o białoruski nacjonalizm i rozstrzelana.

## Działacze
- Pałuta Badunowa
- Tomasz Hryb
- Leanard Zajac
- Jazep Mamońka
- Ściapan Niekraszewicz
- Fabijan Szantyr